# Яковлево (деревня, Москва)
Я́ковлево — деревня в Новомосковском административном округе Москвы (до 1 июля 2012 года была в составе Ленинского района Московской области). Входит в состав района Троицк.

## Население
| 1859 | 1890 | 1899 | 1926 | 2002 | 2006 | 2010  |
| ---- | ---- | ---- | ---- | ---- | ---- | ----- |
| 143  | ↘115 | →115 | ↗176 | ↗889 | ↘724 | ↗1048 |

Согласно Всероссийской переписи, в 2002 году в деревне проживало 889 человек (398 мужчин и 491 женщина); преобладающая национальность — русские (85%). По данным на 2005 год в деревне проживало 724 человека.

## География
Деревня Яковлево находится примерно в 14 км к югу от центра города Московский. Ближайшие населённые пункты — деревни Новинки и Черепово. В 5 км северо-западнее деревни проходит Калужское шоссе.
Проезд от станции метро «Тёплый Стан» на автобусах, идущих в сторону Красной Пахры, до остановки «35 км». Затем около 6 км на местном автобусе (873).

## История
Покровская церковь села Яковлево известна с 1592 года: «За Романом Федоровым сыном Дурова купленная вотчина отца его село Яковлево, на речке Плесенке…, а в селе церковь Покрова Святыя Богородицы, на церковной земле места: попово, дьячково, просвирницино, пономарево; пашни церковныя земли 10 чети в поле, а в дву потому же…». С 1639 года до конца XVIII века село Яковлево принадлежало роду Толстых.
В 1677 году была построена новая каменная церковь на средства А. В. Толстого.
Во второй половине XVIII века в селе образовались две усадьбы, которые были объединены примерно в 1800 году А. А. Костылевой. Позднее село перешло к Павловым, а затем к А. Е. Владимирову.
В XIX веке село Яковлево входило в состав Десенской волости Подольского уезда. В 1899 году в селе проживало 115 человек.
В 1930 году сельский храм был закрыт, а в 1932 году — снесён.

## Инфраструктура
В деревне есть Муниципальное бюджетное общеобразовательное учреждение Яковлевская Средняя общеобразовательная школа.
От бывшей усадьбы сохранился парк и каскад прудов на реке Плесенке.
В 2000-х годах построена небольшая деревянная церковь Покрова Пресвятой Богородицы.
- Школа
- Церковь
- Пруд